# Ossowscy herbu Awstacz

Awstacz - herb Ossowskich

Ossowscy herbu Awstacz – polski ród szlachecki. Nazwisko rodzinne pochodzi od nazwy rodowej posiadłości Osowa Sień. Wywodzą się ze Śląska lub Wielkopolski. Początki rodu sięgają XV wieku. Najstarszym wspominanym członkiem rodu jest Hincza Ossowski, zmarły w 1424 roku. 12 kwietnia 1660 Andrzej Ossowski sprzedał Osową Sień i część Dębowej Łęki rodzinie Żychlińskim herbu Szeliga. Niektórzy genealodzy widzieli w nich gałąź rodu Ossowskich herbu Dołęga.

## Znani członkowie rodu
- Andrzej Ossowski (prawdopodobnie)